# Ludwig von Brockes
Ludwig von Brockes (gesprochen „Brokes“; geboren 1768; gestorben am 23. September 1815 in Bamberg) war ein deutscher Jurist, der aus einer Offiziers- und Beamtenfamilie mit Wurzeln in Lübeck und Pommern stammt. Bekannt wurde er durch seine Freundschaft mit dem fast zehn Jahre jüngeren Schriftsteller Heinrich von Kleist, in dessen Leben er eine bedeutende, nicht völlig geklärte Rolle spielte.

## Familie
Urgroßvater von Ludwig Brockes war der Dichter Barthold Heinrich Brockes aus einer alten Lübecker Familie, sein Großvater der 1753 geadelte Erich Nikolaus von Brockes (1718–1769), Großfürstlich Russischer und Holsteinischer Justizrat und Sekretär beim Regierungskonzil in Kiel. Der Vater von Ludwig von Brockes war ein Offizier, der aber früh starb. Seine Mutter von Brockes war eine geborene von Eickstedt, eine gebildete Frau, die große Sorgfalt auf die Erziehung des Sohnes verwandte. Ludwig Brockes hatte eine Schwester Luise, an der er nach Kleists Angaben mit inniger Liebe hing und die später unglücklich verheiratet war.

## Leben
Ludwig von Brockes verlebte die Jugendjahre teils beim Großvater, teils bei den Verwandten mütterlicherseits, der Familie von Gloeden auf dem Gut Gribow in Vorpommern. 1787/88 studierte Ludwig von Brockes in Göttingen. 1790 stand er in Rendsburg in dänischen Diensten. Diese Stellung gab er 1791 auf. Bis Ende 1796 verliert sich seine Spur. Von 1796 bis 1800 war er als Lehrer und Hofmeister eines jungen Adeligen in Göttingen tätig. Vermutlich im Frühsommer 1800 hatte er Kleist und dessen Schwester Ulrike auf Rügen kennengelernt. Kleist hatte zu diesem Zeitpunkt gerade sein Studium abgebrochen und sich inoffiziell mit Wilhelmine von Zenge verlobt; auch Brockes hatte keine Verpflichtungen und keinen konventionellen Broterwerb im Blick. Kleist holte ihn im August 1800 in Coblentz bei Pasewalk ab und unternahm mit ihm eine Reise nach Würzburg, deren Zweck nicht geklärt ist. Bis zum 22. Oktober 1800 blieb das Freundespaar in Würzburg. Danach trennten sie sich. Auf dem Rückweg verweilte Brockes kurze Zeit in Dresden, wohin er Kleist begleitete, um Schulden einzutreiben, und Berlin. Im Januar 1801 verließ er Berlin, was wohl ein Auslöser der sogenannten Kant-Krise bei Kleist war, und übernahm ein Amt in Dargun in Mecklenburg. Wie Kleist konnte er sich in keinem Amt behaupten. Vermutlich blieb er mit Kleist in Briefkontakt, während dieser sich in Königsberg aufhielt. Um 1807 war Brockes zeitweise wieder in Berlin. 
Befreundet war Brockes auch mit Alexander Graf zur Lippe (1776–1839).
Brockes auf Gegenseitigkeit beruhende Liebe zu Cäcilie von Ziegesar musste er 1788 ständischer Raison opfern. Später war er lange Zeit mit Cäcilie von Werthern verlobt. Beide mussten aufgrund testamentarischer Bestimmung ihre Vermählung lange aufschieben. Auf dem Wege zur Hochzeit starb Brockes in Bamberg – angeblich in den Armen seiner herbeigeeilten Braut – am 23. September 1815.

## Würzburger Reise
Zu den Geheimnissen im Leben Heinrich von Kleists gehört nicht nur der Zweck, sondern auch die Auswahl des Reisegefährten der Würzburger Reise, zu der er sich mit Brockes im August 1800 verabredet hatte. Fest steht nur, dass die Reise mit Brockes irgendeine Rolle auf dem Wege von der von Kleist 1799 beendeten Militärkarriere hin zu seiner Schriftstellerexistenz gespielt hat. Gerhard Schulz hält Brockes für einen Angehörigen der „vom Ennui angehauchten“ Generation junger gebildeter Adeliger, denen es „zunehmend schwer fiel, überhaupt irdisches Vergnügen zu empfinden“, worin er Brockes „Seelenverwandtschaft“ mit Kleist erkennt. Kleist schreibt an seine Verlobte Wilhelmine von Zenge über Brockes, dass sein Herz „ganz voll“ sei von „diesem herrlichen Menschen“: „Niemand kann mich ganz verstehen, als er und Du“ – was er sogleich in Bezug auf seine Verlobte wieder einschränkte, die vielleicht nicht für das, „was ich höher erachte als die Liebe, einen so hohen Sinn fassen kannst als er.“ Ob es ein reales Projekt oder ein seelisches Bedürfnis war, das beide veranlasste, zunächst mit dem Ziel Wien aufzubrechen, bleibt ungeklärt. Beide reisten unter Tarnnamen mit schwedischen Pässen, immatrikulierten sich an der Universität Leipzig und versuchten sich in Dresden erfolglos falsche Pässe für Wien zu besorgen. Im September 1800 gelangten beide nach Würzburg und quartierten sich zunächst unter falschem Namen im „Fränkischen Hof“, wenig später beim am Marktplatz (heute Schmalzmarkt 3) in einem prächtigen Barockhaus wohnenden Stadtchirurgus (ohne akademische Ausbildung) Joseph Wirth ein, der gegenüber dem Stadtrat die Aufnahme rechtfertigte mit dem Umstand, dass einer der beiden Studenten „wirklich krank“ sei Kleist vielleicht zur Behebung eines sexuellen Notstands, beide wohl auch mit politischem oder wirtschaftlichem Spionageauftrag des preußischen Finanzministers Carl August von Struensee, der an der Entwicklung der Textilindustrie und am Bau von Textilmaschinen interessiert war, und möglicherweise mit dem Hintergedanken, sich dadurch für öffentliche Ämter in Preußen zu empfehlen. Zur gleichen Zeit hatten sich französische Truppen während eines Waffenstillstands mit Österreich gegenüber von Würzburg einquartiert. Hier übte sich Kleist als „Sensationsreporter“, als zeitkritischer Schriftsteller und vervollkommnete seine Charakterisierungskunst, doch wurde nicht bekannt, womit beide ihre Zeit verbrachten. Die Wienreise kam nicht zustande, Kleist kehrte ohne konkretes Ergebnis aus Würzburg zurück und beschloss Schriftsteller zu werden. Während dieser Reise voller verdrängter, wohl auch homoerotischer Gefühle lernte Kleist, „wie man etwas anderes sagt, als man meint“. Viele der unbewussten Motive und Gesten, die in seinen Briefen von der Reise durchscheinen, tauchen in seinen Dramen und Erzählungen wieder auf.
Die Reise wird auch in Verbindung gebracht mit dem Versuch Brockes, Kleist in Würzburg dem Constantistenorden zuzuführen, deren Mitglieder demokratische Ideen hegten und teilweise den Freimaurern nahestanden.
Adler und Schestag formulieren mit Blick auf Kleists geisterhaft bleibende Freunde Brockes und Ernst von Pfuel „that whenever there is talk of Kleist the friend and the friends of Kleist, a strange disconcertment (Befremden) about the friend is not far off“ - „the friend passes almost like a ghost“.